# Giuseppe Burei
Giuseppe Burei (Pordenone, 3 gennaio 1902 – Mornago, 18 agosto 1938) è stato un aviatore italiano, che ricoprì l'incarico di capo collaudatore presso l'Aeronautica Macchi durante il corso degli anni Trenta del XX secolo. Conquistò alcuni primati mondiali volando a bordo dell'idrovolante da trasporto passeggeri C.94  ed effettuò il primo volo del prototipo del caccia monoplano C.200 Saetta.

## Biografia

Il Macchi M.C.94 I-NEPI detentore di diversi record mondiali.

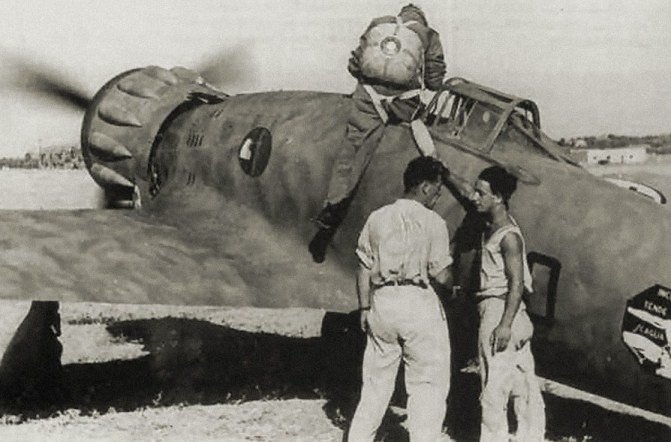
Un Macchi M.C.200 Saetta dotato di cockpit chiuso appartenente al 1º Stormo Caccia Terrestre ritratto sull'aeroporto di Trapani, agosto 1940.

Nacque a Pordenone nel 1902, figlio di Pietro. Durante la prima guerra mondiale combatté, a partire dal 1º gennaio 1917, come mitragliere nelle file della 72ª Squadriglia Caccia ed equipaggiata con velivoli Aviatik e Farman.
Negli anni venti del XX secolo fu istruttore, e poi direttore, della Scuola di volo della Gabardini di Cameri, provincia di Novara, volando a bordo dei velivoli Gabardini G.4 e G.8. Il 16 settembre 1934 fu uno dei protagonisti del lanciò, effettuato in circa 10 minuti, dal Gruppo di volo a vela “Tommaso Dal Molin” dalla vetta del Campo dei Fiori, di nove alianti anfibi: il “Roma” ed otto “Anfibio Varese”, che ammararono sull'idroscalo della Schiranna.
Trasferitosi in seguito all'Aeronautica Macchi svolse l'attività di pilota collaudatore, conseguendo alcuni primati mondiali in campo aeronautico, ai comandi dei modelli dell'azienda varesina. Il 15 aprile 1937, sull'M.C.94 immatricolato I-NEPI, batte il record del mondo di altitudine per la categoria anfibi raggiungendo, con 1000 kg di carico, i 6 432 metri (21102,36 ft) di altitudine. Il 6 maggio successivo, in coppia con Enrico Rossaldi, stabilì con lo stesso velivolo quello di velocità su circuito chiuso di 2000 km volando alla media di 248,917 km/h. Tre giorni dopo stabilì quello su circuito chiuso di 1000 km, volando alla media di 257,138 km/h con 1000 kg di carico. Il 24 dicembre di quello stesso anno portò in volo per la prima volta il caccia Aermacchi C.200 Saetta dal campo della Promessa di Lonate Pozzolo.
Proprio un volo ai comandi di un M.C.94, quello marche I-NILO, gli è fatale: il 18 agosto 1938 trovò la morte in un incidente aereo, precipitando a Montonate di Mornago e rimanendo ucciso assieme ai 14 passeggeri, tra i quali vi era l'intera famiglia del Prefetto di Varese Mario Chiesa.

### Annotazioni
1. ↑  Costituita il 15 aprile 1916 al comando del capitano Gino Matteucci, per condurre azioni offensive sul Trentino-Alto Adige ed azioni in difesa della città di Brescia.
2. ↑  Assunse la direzione della Scuola dopo la morte del capo pilota Lodovico Zanibelli, deceduto il 20 marzo 1925 in un incidente di volo.
3. ↑  Ecco i piloti elencati in ordine di lancio: Plinio Rovesti, Giuseppe Burei, Mario Putato, Siro Casale, Giuseppe Negri, Carlo Poggi, Luigi Nazari, Giorgio Mermet e Tino Gada.
4. ↑  Già sansepolcrista e legionario fiumano.

### Fonti
1. 1 2  Abate, Lazzati 1963, p. 12.
2. 1 2  Abate, Lazzati 1963, p. 13.
3. ↑  Brotzu, Caso, Cosolo 1973, p. 45.
4. ↑   Bollettino ufficiale delle nomine, promozioni e destinazioni negli ufficiali e sottufficiali del R. esercito italiano e nel personale dell'amministrazione militare, 1927,  p. 3291. URL consultato il 12 marzo 2021.